# Marchesato di Clavesana

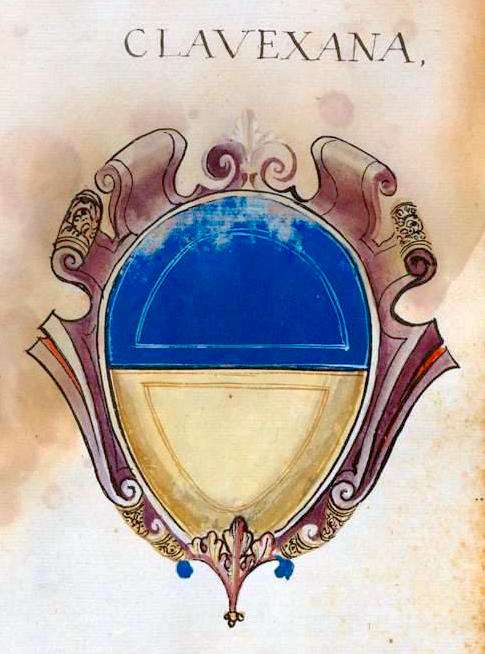
Araldica dei marchesi di Clavesana, patrizi di Genova, nel Stemmario Genovese del Duca di Baviera (1550). Bayerische Staatsbibliothek.

Il Marchesato di Clavesana era un antico stato aleramico medioevale nato dalla frammentazione dei domini di Bonifacio del Vasto. 
Il fondatore del marchesato è stato Ugo, figlio di Bonifacio, che si stabilì nel borgo di Clavesana e ne fece il suo capoluogo.

La decisione probabilmente deriva dal fatto che Clavesana è un sito elevato, facilmente difendibile circondato com'è da ogni lato da invalicabili dirupi erosivi detti perticali, in alcuni punti alti più di duecento metri, che ne fanno un singolare esempio di territorio - fortezza.

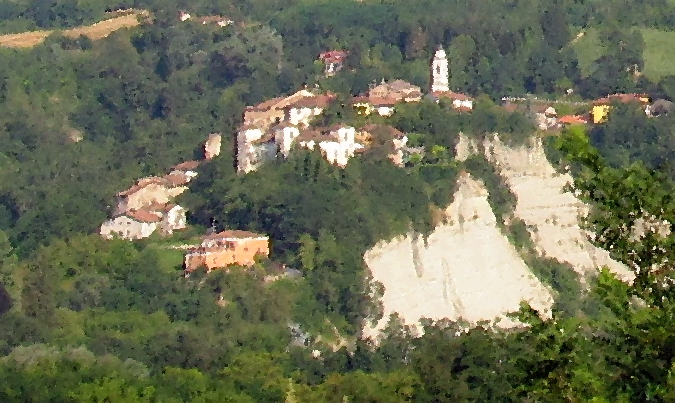
Clavesana

## Territorio
Il marchesato di Clavesana comprendeva, oltre al paese, a nord le terre ed i castelli di Somano, Dogliani, Monchiero, La Morra, Farigliano; a ovest Lequio e Piozzo; a sud Marsaglia; a est Mombarcaro, Gottasecca, Monesiglio, Camerana, Saliceto, Cengio, Rocchetta, Bormida e tutto il territorio, il borgo e il castello di Millesimo, Olazza e il territorio di Cairo di là dal Bormida, Carretto, Vignale e Vignarola con il castello di Croce Ferrata e di Biestro. 

Inoltre al di là delle Alpi possedeva, in comune con i marchesi di Ceva, le terre ed i castelli della valle di Ranzo e di "Coedano" (oggi valle del Neva), con il vassallaggio dei signori di Pornassio e di Cosio, di Docio, di Armo e Rezzo verso ponente, di Lavagna, d'Aquila e Gavenola, di Castelvecchio, di Zuccarello e Balestrino. 

A questo marchesato si aggiunsero una parte dell'eredità del marchese di Cortemilia, morto senza prole, anche Oneglia con la sua valle ed il castello d'Andora.

## Storia
Ugo, detto anche Ugone o Ugomagno come il nonno materno, morì senza eredi nel 1170. I suoi domini passarono al fratello Anselmo, già marchese di Ceva, che morì nel 1178 lasciando il marchesato di Ceva al figlio Guglielmo I e quello di Clavesana al figlio Bonifacio I.
Ma anche Bonifacio I non ebbe eredi, tanto più che l'unica sua figlia, Berta, era andata in sposa al lontano cugino Guglielmo VI del Monferrato, anch'esso di stirpe aleramica (1202 o 1211) portandogli in dote Mombarcaro e le terre che i marchesi di Ceva avevano ereditato da Bonifacio di Cortemilia (secondo la legge salica le donne non partecipavano all'eredità delle terre che componevano il nucleo patrimoniale della famiglia paterna). 

Alla morte del marchese Bonifacio (Andora, 1221), il marchesato passò a suo fratello Guglielmo, che poco dopo lo lasciò ai figli: Oddone I e Bonifacio II Tagliaferro.
Bonifacio II era stato chiamato Tagliaferro per le ardite imprese svolte nel 1219 al servizio della Repubblica di Genova, quando fu uno dei condottieri che espugnarono Ventimiglia. 
Anche Oddone I si fece onore militando al servizio degli astigiani contro Alessandria nel 1225. Dato che Bonifacio Tagliaferro, morendo nel 1268 non lasciò eredi, il marchesato di Clavesana andò a Emanuele, terzo figlio di Oddone I.
I domini dei Clavesana si erano però già notevolmente ridotti perché, nel 1228, i due fratelli avevano venduto quattro castelli alla Repubblica di Genova e, il 16 dicembre 1233, Bonifacio con i quattro figli di Oddone le cedettero anche i possedimenti vicini ad Oneglia (Dolcedo, Porto Maurizio, Diano, cioè il territorio fra Taggia e Cervo) e poco dopo Andora.
Emanuele ebbe per figlio Oddone II e questi Federico I il bestiale, che acquisì il marchesato nel 1324 e sposò Margherita di Saluzzo. Cugine di Federico e figlie di Francesco, altro figlio di Emanuele, furono Caterina, che fra il 1326 e il 1336 sposò Enrico del Carretto, figlio di Giorgio marchese di Finale e Argentina, che sposò prima Raffaele Doria (ammiraglio del re di Napoli, Giovanni) e poi Giacomo di Saluzzo di Dogliani (11 settembre 1324).
Poco dopo iniziò lo smembramento del marchesato fra i Del Carretto di Finale (che già nel 1351 utilizzarono il titolo di "marchesi di Savona e Clavesana") e i Saluzzo.
A seguito della suddivisione patrimoniale fra tre fratelli Del Carretto, Enrico diede origine alla linea dei marchesi di Mombaldone in Piemonte mentre Zuccarello passava a Carlo I Diego, terzo figlio di Giorgio e fratello di Enrico. Ecco perché nel 1379 nacque a Zuccarello la famosa Ilaria, il cui padre Carlo prese ufficialmente il titolo di marchese di Zuccarello nel 1397, controllando i territori fra Aquila d'Arroscia e Balestrino. Ai Del Carretto di Finale invece finì Stellanello (1355?).
I Saluzzo cedettero ben presto la loro dote/eredità: Clavesana andò ai Savoia dopo il 1382, Ranzo a Genova nel 1386, ecc.
Al momento della morte senza eredi del figlio di Federico I, Manuele II (1387), il marchesato, ormai ridotto geograficamente, cessò completamente di esistere.
Un ramo dei Clavesana fu aggregato all'albergo dei Doria alla fondazione della Repubblica di Genova nel 1528.

## Marchesi aleramici di Clavesana
- 1142 - 1170 Ugone
- 1170 - 1178 Anselmo, marchese di Ceva
- 1178 - 1221 Bonifacio I
- 1221 - 1225 Guglielmo, marchese di Ceva
- 1225 - 1233 Oddone I
- 1233 - 1268 Bonifacio II Tagliaferro
- 1268 - 1297 Manuele I
- 1297 - 1324 Oddone II
- 1324 - 1363 Federico I
- 1363 - 1381 Oddone III
- 1381 - 1387 Manuele II